# Državna cesta D58
Die Državna cesta D58 (kroatisch für ,Nationalstraße D58‘) ist eine Nationalstraße in Kroatien. Die Straße verläuft von der Državna cesta D8, der Jadranska Magistrala durch das Hinterland der Boraja bis nach Seget Donji am westlichen Rand von Trogir, wo sie wieder auf die D8 trifft. Von der D58 können die Anschlussstellen Prgomet und Vrpolje (über die D531) der Autocesta A1 gut erreicht werden.
Die Länge der Straße beträgt 43,0 km.